# Reglas de oro (electricidad)

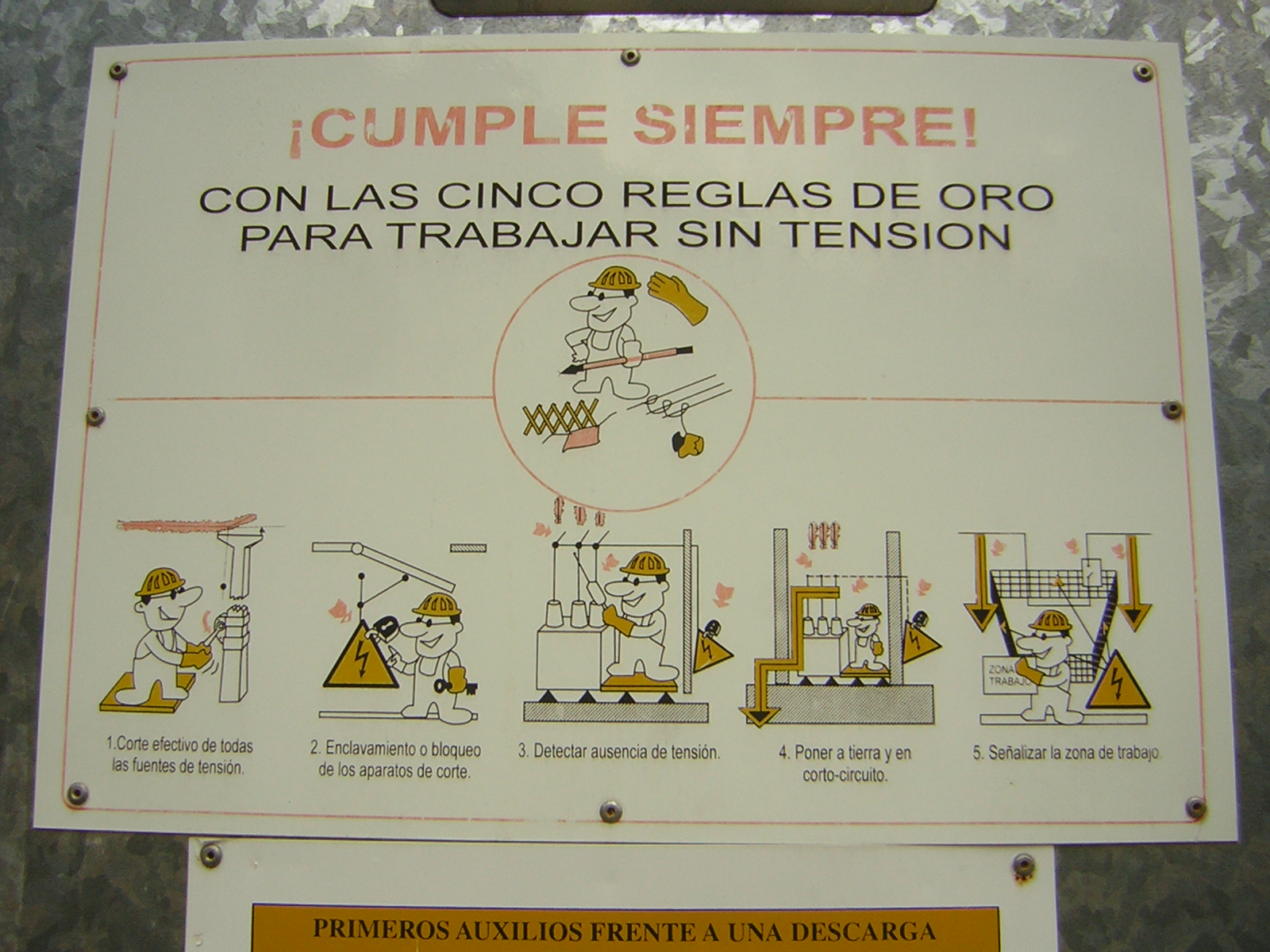
Cartel con las cinco reglas de oro.

En electricidad, las reglas de oro constituyen el procedimiento más común para trabajar sin tensión en instalaciones eléctricas. Están ampliamente aceptadas entre los profesionales del sector eléctrico, y se encuentran reguladas por normativas nacionales (España, Colombia) y procedimientos de las empresas eléctricas.
El cumplimiento estricto de estas cinco reglas garantiza la seguridad en los trabajos en instalaciones eléctricas, especialmente cuando van a ser realizados por personal sin conocimientos eléctricos.
Generalmente, se dice que una instalación está en descargo (aterrizado en Latinoamérica) y se ha creado una zona de trabajo cuando para un emplazamiento definido se ha garantizado el cumplimiento de las 5 reglas de oro.
La zona de trabajo debe ser creada por personal con conocimientos y experiencia en trabajos eléctricos.

## Reglas de oro

### Primera regla de oro: Desconexión. Corte efectivo
Una vez definida cual será , se desconectarán posibles fuentes de tensión que alimentan a la instalación eléctrica de dicha zona.
Se considerará que el corte es efectivo cuando exista una distancia de seccionamiento entre los polos del elemento de maniobra suficiente como para que, la resistencia eléctrica entre polos sea mayor que la resistencia eléctrica entre cualquier polo y tierra o masa.
La apertura de los polos debe ser directamente visible (corte visible), o bien quedar indicado mediante un indicador mecánico, de funcionamiento garantizado por el fabricante, unido a la timonería del polo. Esta situación se da, por ejemplo, en las celdas de alta tensión con aislamiento en hexafloruro de azufre. 
Si el elemento de maniobra no cumpliese alguna de estas dos condiciones, no podría considerarse como punto de corte efectivo.
Los puntos donde se ejecuta el corte efectivo suelen denominarse puntos de aislamiento.
Los elementos de maniobra que aseguran el corte efectivo pueden ser, entre otros (se deben consultar las especificaciones del fabricante):
- Interruptores aptos al seccionamiento (ruptores)
- Seccionadores.
- Pantógrafos.
- Fusibles retirados de sus bases.
- Puentes flojos.

### Segunda regla de oro: Prevenir cualquier posible realimentación. Bloqueo y señalización
Todos los dispositivos de maniobra empleados para realizar el corte efectivo de la alimentación de la instalación deben bloquearse mecánicamente para evitar su cierre antes de la finalización del trabajo. 
Si los dispositivos de maniobra actuasen por medio de alguna fuente de energía auxiliar (baterías, aire comprimido, muelles, etc…), deberán anularse también dichas fuentes de energía.
Así mismo, también se señalizará el bloqueo con información relativa al trabajo que se está realizando (orden de trabajo, teléfono de contacto de la empresa, etc).
Si existiese algún dispositivo de maniobra telemandado, se anularán las órdenes remotas. Por ejemplo, colocando el selector Local-Remoto en posición “Local”.

### Tercera regla de oro: Verificar ausencia de tensión
Una vez realizada la apertura y bloqueo de los puntos de aislamiento (corte efectivo y bloqueo y señalización), se verificará la ausencia de tensión de todos los conductores activos de la instalación eléctrica de la zona de trabajo. Es fundamental hacerlo con instrumentos adecuados, ya que la electricidad "no se ve, no se huele, no se oye", solo puede detectarse con instrumental.  
Este punto es especialmente importante ya que al realizarlo se garantiza que se ha efectuado la apertura de todos los elementos de maniobra que alimentan a la instalación, y que no existe una diferencia de potencial peligrosa para la colocación de la puesta a tierra (por ejemplo, por inducciones con circuitos cercanos). 
El funcionamiento de los detectores de tensión debe comprobarse antes y después de verificar ausencia de tensión con una fuente cercana, o si el dispositivo dispone de él, con el pulsador de prueba.

### Cuarta regla de oro: Puesta a tierra y cortocircuito
Los conductores activos de la instalación eléctrica en la zona de trabajo deben conectarse en cortocircuito entre ellos y a tierra. Esta conexión puede realizarse mediante seccionadores de puesta a tierra incorporados en los propios dispositivos de maniobra o mediante dispositivos desmontables “tierras portátiles”.
Los dispositivos de puesta a tierra y en cortocircuito serán capaces de soportar la corriente de cortocircuito del punto de la instalación donde vayan a ser conectados. Su colocación será firme, asegurando el buen contacto eléctrico y evitando cualquier retirada accidental.
La verificación de ausencia de tensión debe realizarse inmediatamente antes de la colocación de los dispositivos de puesta a tierra portátiles, o del cierre de los seccionadores de puesta a tierra.
El dispositivo de puesta a tierra se conectará en primer lugar a tierra, y seguidamente a cada uno de los conductores activos. De no hacerse de esta forma, y en caso de fallar los pasos previos, se producirá un accidente eléctrico con graves consecuencias.
De esta forma, la zona de trabajo quedará protegida frente a puestas en tensión accidentales por conexión de generadores, fallos de aislamiento o caída de conductores de instalaciones en servicio. También inducciones producidas a lo largo de los cableados. 
Los trabajos se deben realizar siempre entre dos puestas en cortocircuito y a tierra que limitarán la zona de trabajo.
Las puestas en cortocircuito y a tierra se instalarán lo más cerca posible de la zona de trabajo. Para garantizar la seguridad de los trabajadores, al menos una de las puestas a tierra debe ser visible desde la zona de trabajo en todo momento.

### Quinta regla de oro: Señalización de la zona de trabajo
La zona de trabajo se delimitará, en superficie y altura mediante una señalización de seguridad con elementos de alta visibilidad (cintas, conos, vallas, etc)

## Reposición de la tensión
Una vez finalizados los trabajos, se retirará a todo el personal y las herramientas que no fuesen indispensables para el restablecimiento de la tensión. Solo entonces se normalizará la instalación, y siempre en el siguiente orden:
- Retirada de los dispositivos de puesta a tierra y en cortocircuito.
- Desbloqueo y retirada de la señalización en los elementos de corte.
- Cierre de los circuitos para reponer el servicio.
- Retirada de la señalización de los límites de la zona de trabajo.